# Đồng Mộng Thực
Đồng Mộng Thực (tiếng Trung: 佟梦实; bính âm: Tóng Mèng Shí; sinh ngày 22 tháng 1 năm 1993) là một diễn viên người Trung Quốc. Anh được biết đến qua vai Dương Quá trong Tân Thần Điêu Đại Hiệp, Doanh Chính - Tần Thủy Hoàng trong bộ phim Hạo Lan truyện và nổi bật nhất là vai diễn Ngũ Trúc trong bộ phim Khánh Dư Niên.

## Tiểu sử
Đồng Mộng Thực sinh ra ở Từ Châu, Giang Tô, Trung Quốc. Dưới ảnh hưởng của cha mình, anh trở thành vận động viên điền kinh Quốc gia, chuyên chạy đường đua 100 mét.
Đồng Mộng Thực từng học tại Đại học Mỏ và Công nghệ Trung Quốc, từng làm người mẫu trước khi ra mắt với tư cách diễn viên.

## Sự nghiệp
Năm 2014, Đồng Mộng Thực tham gia chương trình tạp kỹ Journey On Sail. 2015, anh được biết đến sau khi tham gia chương trình tạp kỹ Grade One Freshman Documentary.
Năm 2016, Đồng Mộng Thực bắt đầu sự nghiệp diễn xuất với một vai phụ trong bộ phim truyền hình Thanh Vân Chí. Cùng năm đó, anh đóng vai chính đầu tiên trong web-drama tình cảm Đừng Kiêu Ngạo Như Vậy.
Năm 2017, anh đóng vai chính trong bộ phim truyền hình huyền nhuyễn Diễm Cốt. Năm 2018, anh đóng vai chính trong bộ phim truyền hình học đường thể thao Nhiệt Huyết Cuồng Lam và bộ phim truyền hình cổ trang kiếm hiệp Huyền Môn Đại Sư.
Năm 2019, anh thể hiện vai Tần Thủy Hoàng trong bộ phim cổ trang Hạo Lan truyện. Cùng năm, anh được công chúng biết đến với vai diễn Ngũ Trúc trong bộ phim cổ trang Khánh Dư Niên.
Anh đã đóng vai chính Dương Quá trong bộ phim truyền hình Tân Thần Điêu Đại Hiệp, dựa trên tiểu thuyết cùng tên của Kim Dung.

## Phim

### Phim truyền hình & Phim chiếu mạng
| Năm  | Tên                               | Tên tiếng Trung  | Vai diễn                     | Ghi chú   |
| ---- | --------------------------------- | ---------------- | ---------------------------- | --------- |
| 2016 | Thanh Vân Chí                     | 青云志           | Thạch Đầu                    | Vai phụ   |
| 2016 | Thanh Vân Chí 2                   | 青云志 2         | Thạch Đầu                    | Vai phụ   |
| 2016 | Đừng Kiêu Ngạo Như Vậy            | 别那么骄傲       | Hà Chi Châu                  | Vai phụ   |
| 2017 | Đừng Kiêu Ngạo Như Vậy 2          | 别那么骄傲 2     | Hà Chi Châu                  | Vai phụ   |
| 2017 | Diễm Cốt                          | 艳骨             | Lược Ảnh                     | Vai chính |
| 2017 | Tân Thần Điêu Đại Hiệp            | 神雕侠侣         | Dương Quá                    | Vai chính |
| 2018 | Nhiệt Huyết Cuồng Lam             | 热血狂篮         | Sở Tiêu                      | Vai chính |
| 2018 | Huyền Môn Đại Sư                  | 玄门大师         | Trương Lăng                  | Vai chính |
| 2019 | Hạo Lan Truyện                    | 皓镧传           | Doanh Chính / Tần Thủy Hoàng | Vai phụ   |
| 2019 | Khánh Dư Niên                     | 庆余年           | Ngũ Trúc                     | Vai phụ   |
| 2020 | Together with you                 | 在一起           | Bạch Đào                     | Cameo     |
| 2021 | Sáng Như Trăng Trong Mây          | 皎若云间月       | Dung Cảnh                    | Vai chính |
| 2021 | Thanh Xuân Hướng Về Phía Trước    | 青春向前冲       | Hoắc Bân                     | Vai chính |
| 2022 | Tiểu Nương Tử Nhà Đồ Tể           | 屠户家的小娘子   | Ngọc Diện Hồ Hứa Thanh Gia   | Vai chính |
| TBA  | Thiên Thu Lệnh                    | 千秋令           | Mặc Tiêu / Bạch Nhan         | Vai chính |
| TBA  | Thời Gian Tươi Đẹp                | 一念时光         | Cung Âu                      | Vai chính |
| TBA  | Bạn Là Ngôi Sao Vĩnh Hằng Của Tôi | 你是我的永恒星辰 | Lục Vũ Hằng                  | Vai chính |
| TBA  | Làm Ơn! 8 Tiếng Thôi              | 拜托了！8小时    | Diệp Thiên                   | Vai chính |

## Âm nhạc
| Năm  | Tiêu đề tiếng Anh          | Tiêu đề tiếng Trung | Album                                      | Hợp tác        |
| ---- | -------------------------- | ------------------- | ------------------------------------------ | -------------- |
| 2015 | "Freshman"                 | 新生                | Nhạc chủ đề Grade One Freshman Documentary |                |
| 2016 | "Enemies on a Narrow Road" | 冤家路窄            | OST Đừng Kiêu Ngạo Như Vậy                 | Vương Tâm Lăng |
| 2018 | "Sweet Traces"             | 甜蜜 轨迹           | OST Nhiệt Huyết Cuồng Lam                  | Hình Phi       |

## Giải thưởng
| Năm  | Đơn vị                 | Giải thưởng                              | Kết quả   | Tham khảo |
| ---- | ---------------------- | ---------------------------------------- | --------- | --------- |
| 2017 | Men's UNO YOUNG Awards | Giải thưởng tài năng của tương lai       | Đoạt giải | [ 15 ]    |
| 2019 | Bazaar Beauty Awards   | Nam diễn viên quyến rũ mới xuất sắc nhất | Đoạt giải | [ 16 ]    |